# Deep Run (Caroline du Nord)
 (mai 2025).
Deep Run est une census-designated place située dans le comté de Lenoir, dans l’État de Caroline du Nord, aux États-Unis. Lors du recensement de 2020, elle comptait 572 habitants.